# Каналгуши
Кана́лгуши — деревня в Первомайском районе Нижегородской области. Входит в состав Петровского сельсовета.
Деревня располагается на левом берегу реки Алатыря.